# Luiz de Miranda
Luiz Carlos Goulart de Miranda (Uruguaiana, 6 de abril de 1945 – Porto Alegre, 29 de julho de 2022) foi um premiado poeta brasileiro, renomado autor da obra poética mais extensa do mundo, com 3432 páginas contabilizadas (seguido por Pablo Neruda, 2.080 páginas; Ezra Pound, 837 páginas).[carece de fontes?] Poeta gaúcho com mais de quarenta e cinco anos de carreira literária, publicou 33 livros num total de páginas que impressiona pelo volume, pela qualidade e conteúdo. Trabalhou e escreveu em diversos órgãos de imprensa de Porto Alegre, Rio de Janeiro, São Paulo e Belo Horizonte.
Em 1987 é eleito para a Academia Rio-Grandense de Letras, e em 2000 é eleito para a Academia Sul Brasileira de Letras. Em junho de 2010, tendo sido informado por Diva Pavesi, recebeu uma insígnia da Academia de Artes, Ciências e Letras de Paris, ao lado de, entre outros, Martinho da Vila.
Foi indicado ao Prêmio Nobel de Literatura pela parceria da PUCRS com o comitê organizador do prêmio sueco.
Luiz de Miranda publicou mais de 30 livros e conquistou o Prêmio de Poesia 2001, concedido pela Academia Brasileira de Letras, pelo livro “Trilogia do Azul, do Mar, da Madrugada e da Ventania” (2000). Entre suas obras de destaque estão “Memorial” (1973), “Amor de Amar” (1986), “Porto Alegre” (1996) e “Quarteto dos Mistérios, Amor e Agonias”(1999).
O escritor estava internado no Hospital São Lucas da Pontifícia Universidade Católica do Rio Grande do Sul (Pucrs), em Porto Alegre, desde o dia 11 de julho de 2022. Morreu em 29 de julho de 2022, aos 77 anos, de choque séptico e insuficiência cardíaca congestiva. O velório ocorreu no domingo, 31 de julho de 2022, no Centro Municipal de Cultura, Arte e Lazer Lupicínio Rodrigues, na Avenida Erico Verissimo, no bairro Menino Deus, na capital gaúcha.

## Prêmios[6]
- Prêmio Estadual de Poesia (1971)
- Prêmio de Literatura de 1985, do Jornal The Brazilians, de Nova Iorque, no First Brazilian National Independence Day Street Festival.
- Prêmio Expresión Cultural, da República do Panamá (1985). • Prêmio Excelência en las Americas, do programa de televisão norte-americana Cita con las Américas, de Nova Iorque (1985).
- Prêmio Literário Érico Veríssimo, da Câmara de Vereadores de Porto Alegre (1988).
- Prêmio de Poesia 1987, Jornal Kronica e Epatur.
- Prêmio Valores Culturais de las Américas, concedido pelo programa de televisão Cita con las Américas, de Nova Iorque (1988).
- Prêmio Clave de Sol, conferido pelo Clube de Compositores do Rio Grande do Sul (1988).
- Prêmio de Poesia, por Poesia Reunida, Paraguai (1993).
- Prêmio Mayor Poeta Latinoamericano – Govierno do Alto Paraná, Paraguai (1993)
- Prêmio Literatura and Family: The Noblest Desire, Bolonha; Itália (1993).
- Livro do Meses recebe o Prêmio Altamente Recomendável, da Fundação Nacional do Livro Infantil e Juvenil (1993).
- Recebe o Título Cidadão de Porto Alegre (1997), por votação unânime do vereadores.
- Com Trilogia do Azul, do Mar, da Madrugada e da Ventania ganha o grande Prêmio 2001 da Academia Brasileira de Letras e é finalista do Prêmio Jabuti.
- Prêmio Negrinho do Pastoreio, ao melhor Poeta do Rio Grande do Sul (2005).
- Prêmio 2009 do Instituto Literário e Cultural Hispânico, com sede nos Estados Unidos.

## Obra
Da bibliografia referenciada do autor contam as seguintes publicações («Bibliografia de Luiz de Miranda - biblioteca da PUCRS»):
- Andanças. Alegrete: Cadernos do Extremo Sul, 1969.
- Memorial. Porto Alegre: A Nação/IEL, 1973.
- Solidão Provisória. São Paulo: Alfa-Ômega, 1978.
- Estado de Alerta. Porto Alegre: Movimento, 1981.
- Porto Alegre: roteiro da paixão. Porto Alegre: Tchê, 1985.
- Amor de Amar. Porto Alegre: LP&M, 1986.
- Antologia Poética. Porto Alegre: Mercado Aberto, 1987.
- Livro do Passageiro. Porto Alegre: Cultura Contemporânea, 1992.
- Livro dos Meses. São Paulo: FTD, 1992.
- Poesia Reunida. Rio de Janeiro: Civilização Brasileira/IEL, 1992.
- Livro do Pampa. Porto Alegre: Sulina, 1995.
- Amores Imperfeitos. Porto Alegre: Sulina, 1996.
- Incêndios Clandestinos. Porto Alegre: Coleção Petit-Poa, SMC, 1996.
- Nova Antologia Poética. Porto Alegre: Sulina, 1997.
- Quarteto dos Mistérios, Amor e Agonias. Porto Alegre: Sulina, 1999.
- Trilogia do Azul, do Mar, da Madrugada e da Ventania. Porto Alegre, Sulina, 2000.
- Trilogia da Casa de Deus. Porto Alegre: Sulina, 2002.
- Cantos de Sesmarias. Porto Alegre: Sulina, 2003.
- Poesias das Capitais. São Paulo: FTD, 2003.
- Nunca Mais Seremos os Mesmos. Porto Alegre: Nova Prova, 2005.
- Monolítico. Jaraguá do Sul: Design, 2009.
- Melhores poemas. São Paulo: Global, 2010.
- Trilogie du Bleu, de la Mer, de Laube et Grands Vents. Paris: Yvelinédition, 2010.
- Vozes do Sul do Mundo. Porto Alegre; Edipucrs, 2011.
- Rio de Janeiro, canto de Luz Mar Adentro. Porto Alegre; Edipucrs, 2011.
- Velas de Portugal. Porto Alegre; Edipucrs, 2012.
- Vastidões da Pampa Inteira. Porto Alegre; Edipucrs, 2012.
- Amores Amargos. Porto Alegre; Edipucrs, 2013.
- Salve Argentina. Porto Alegre; Edipucrs, 2013.
- Antologia Definitiva. Porto Alegre: Pradense, 2014.

Obras sobre Luiz de Miranda:
- JABLONSKI, Eduardo. Luiz de Miranda – o Senhor da Palavra. Porto Alegre: Edipucrs, 2010.
- JABLONSKI, Eduardo. Palavra Revelação em Luiz de Miranda. Porto Alegre: Pradense, 2014.
- JABLONSKI, Eduardo. Luiz de Miranda, o Vendaval da Poesia. Porto Alegre: Pradense, 2015.